# Margarita Liborio Arrazola
Margarita Liborio Arrazola (17 de octubre de 1964) es una política mexicana, miembro del Partido Revolucionario Institucional, ha sido diputada al Congreso de Oaxaca y diputada federal.
Margarita Liborio Arrazola es maestra normalista y tiene estudios hasta el segundo grado de la licenciatura en Física y Química, ha sido miembro de la Confederación Nacional Campesina en Oaxaca donde ha sido secretaria de organización y dirigente estatal de mujeres campesinas, ha sido además directora de gestión social del Congreso de Oaxaca y directora general de Agua y Solidaridad para el Progreso de 2004 a 2008 por nombramiento del gobernador Ulises Ruiz Ortiz, en 2009 fue secretaria general interina del comité estatal del PRI. En 1997 fue elegida diputada al Congreso de Oaxaca para el periodo que concluyó en 2000 y en 2009 fue elegida diputada federal plurinominal a la LXI Legislatura, en la Cámara de Diputados es miembro de las comisiones de Atención a Grupos Vulnerables y de Vigilancia a la Auditoría Superior de la Federación.
El 2 de febrero de 2010 acusó al diputado panista Guillermo Zavaleta Rojas de haber recibido dinero del gobierno priísta de Oaxaca, éste negó las acusación y las atribuyó a un intento de impedir la alianza opositora contra el PRI en Oaxaca.